# Stalinovy mrakodrapy

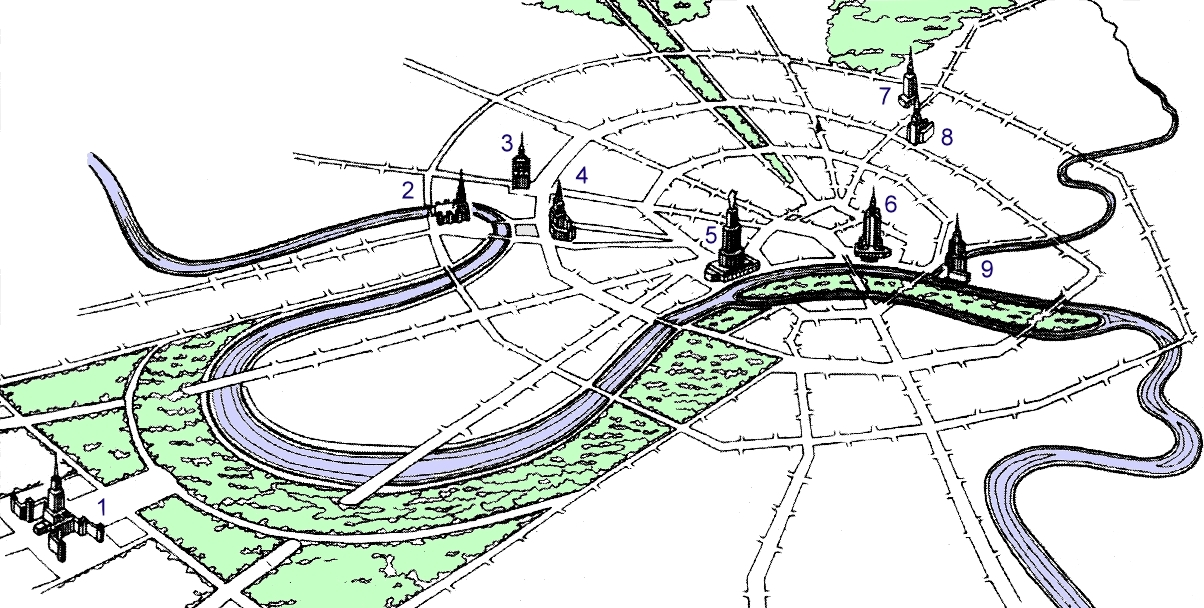
Rozvržení „Stalinových mrakodrapů“ na plánu Moskvy – podle původního návrhu zde mělo vzniknout osm výškových budov

Stalinovy mrakodrapy (rusky Сталинские высотки) je označení pro sedm výškových budov, které byly postaveny v Moskvě v letech 1947–1957. V průvodcích Moskvou se jim též říká Sedm sester.

## Historie
Rada ministrů SSSR přijala podle návrhu Josifa Vissarionoviče Stalina 13. ledna 1947 „Usnesení o výstavbě vícepodlažních budov v Moskvě“.
V tomto usnesení byly představeny plány na výstavbu osmi výškových budov. Počet budov měl symbolizovat 800. výročí Moskvy, které připadalo na rok 1947. Nicméně stavba jedné budovy, která měla stát v bývalé čtvrti Zarjadje (součást historické městské části Kitaj-gorod) u Rudého náměstí, nebyla po smrti Stalina nikdy dokončena. Na základech této budovy byl později postaven hotel Rossija. Podle Alexandra Vaskina (ruský spisovatel a novinář) znamenala výstavba prvních osmi budov začátek velkolepého architektonického projektu, jehož cílem bylo zastavět mrakodrapy celou Moskvu. Tyto výškové budovy se měly objevit také v každé velké oblasti v Rusku a v hlavních městech svazových republik. Autorům projektu „Stalinových mrakodrapů“ se podařilo vytvořit originální architektonický styl, který se v odborné literatuře nazývá stalinský empír či sovětský monumentální klasicismus (resp. neoklasicismus). Stavba budov přitahovala ty nejlepší sovětské odborníky svého času, například V. A. Saprykina.
Výškové budovy představují vrchol poválečného sovětského stylu art deco v městské architektuře. Budovy měly obklopovat nedostavěný Palác sovětů.

## Podobné stavby v jiných městech

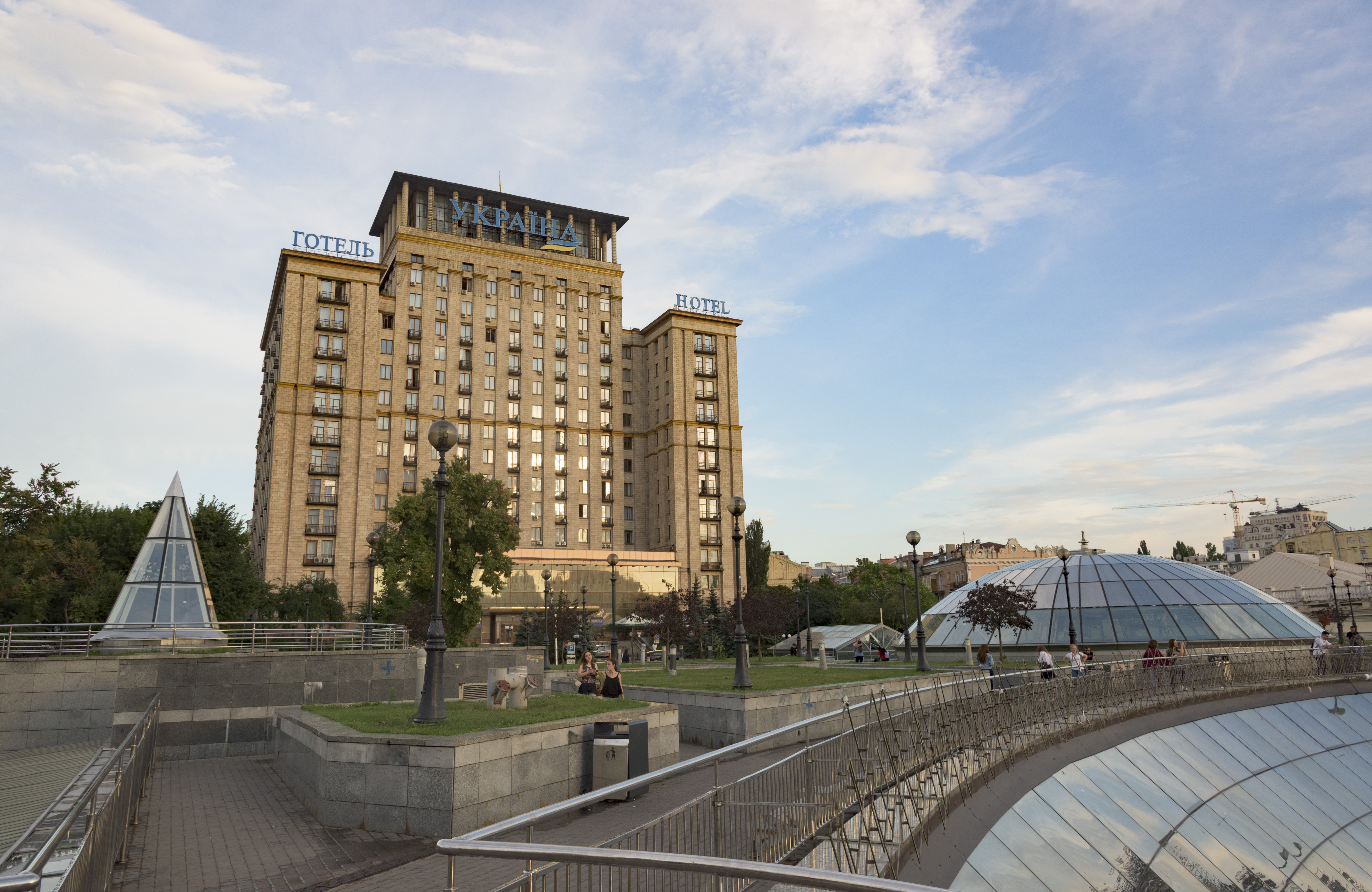
Hotel Ukrajina v Kyjevě

Mrakodrapy ve stejném stylu se v té době stavěly také v Rize (Lotyšská akademie věd), Varšavě (Palác kultury a vědy), Bukurešti (Dům svobodného tisku) a Praze (dnešní hotel International).
Původní projekt hotelu Moskva v Kyjevě (dokončený v 70. letech 20. století, dnes hotel Ukrajina) se musel změnit kvůli „Vyhlášce o architektonických excesech“.
Kvůli této vyhlášce byl upraven i projekt hlavního univerzitního korpusu Jihouralské státní univerzity v Čeljabinsku. Podle původního projektu z roku 1952 měla být budova výšková a se špicí, ale v roce 1957 byla stavba přerušena, a proto bylo postaveno jenom šest pater. Původně zamýšlený vzhled budova získala (s malými změnami) až při rekonstrukci v roce 2004. Také Dům sovětů ve Voroněži měl být podle původního projektu, který předvedl autor hlavní budovy Moskevské státní univerzity (MGU) Lev V. Rudněv, zdobený dvoupatrovou věží ve stylu Stalinových mrakodrapů. Projekt byl ale upraven již v průběhu stavby: po zahájení boje proti architektonickým excesům představil voroněžský architekt Alexandr V. Mironov v roce 1955 nový projekt (tentokrát bez věže).

## Sedm výškových budov

### Hlavní budova Moskevské státní univerzity M. V. Lomonosova (MGU) na Vrabčích horách

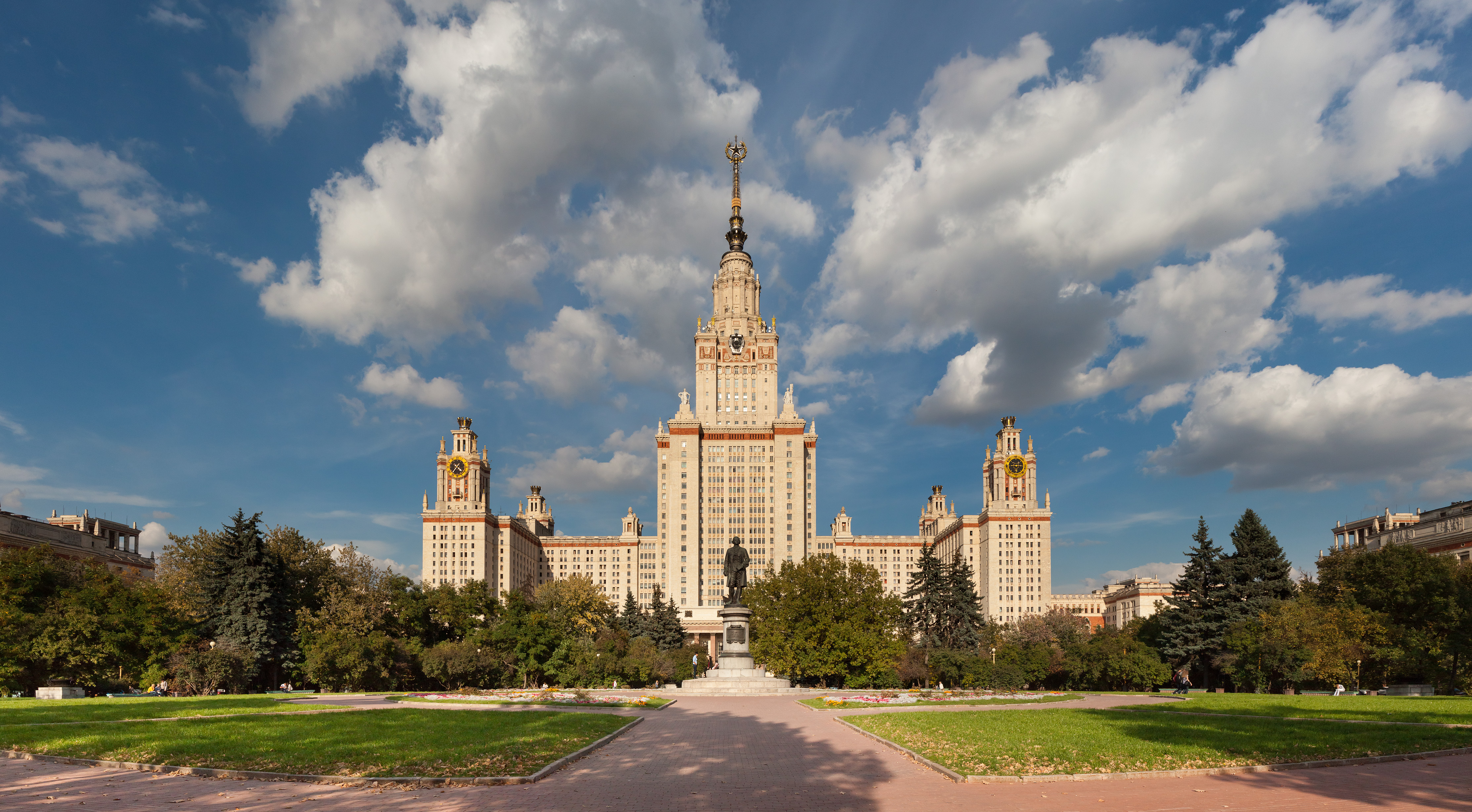
Moskevská státní univerzita M. V. Lomonosova

Hlavní budova Lomonosovovy univerzity (MGU) v Moskvě byla až do výstavby Triumph Palace (2001–2005) nejvyšším mrakodrapem ruského hlavního města. Budova je vysoká 240 m a má 35 pater. Objekt byl postaven v letech 1949–1953 (architekti: Lev V. Rudněv, Sergej J. Černyšjov, Pavel V. Abrosimov, Alexandr F. Chrjakov, Vsevolod N. Nasonov). Mrakodrap tvoří centrum rozsáhlého komplexu Lomonosovovy univerzity, která měla původně 27 budov. Sídlí zde fakulty mechaniky a matematiky, geologie a geografie, dále rektorát, vědecká knihovna, muzeum а aula pro 1500 lidí. V postranních křídlech budovy se nachází obytná zóna (studentské koleje, byty pro pedagogický sbor). Stejně jako i ostatní Stalinovy mrakodrapy je hlavní budova MGU jak administrativní, tak obytnou budovou. Projekt byl zamýšlen jako dům s vlastní komunální infrastrukturou (kino, pošta, veřejné služby apod.). V původním projektu budova neměla špici a namísto ní tam měl být postaven Lomonosovův pomník.

### Dům na Kotelničeském nábřeží

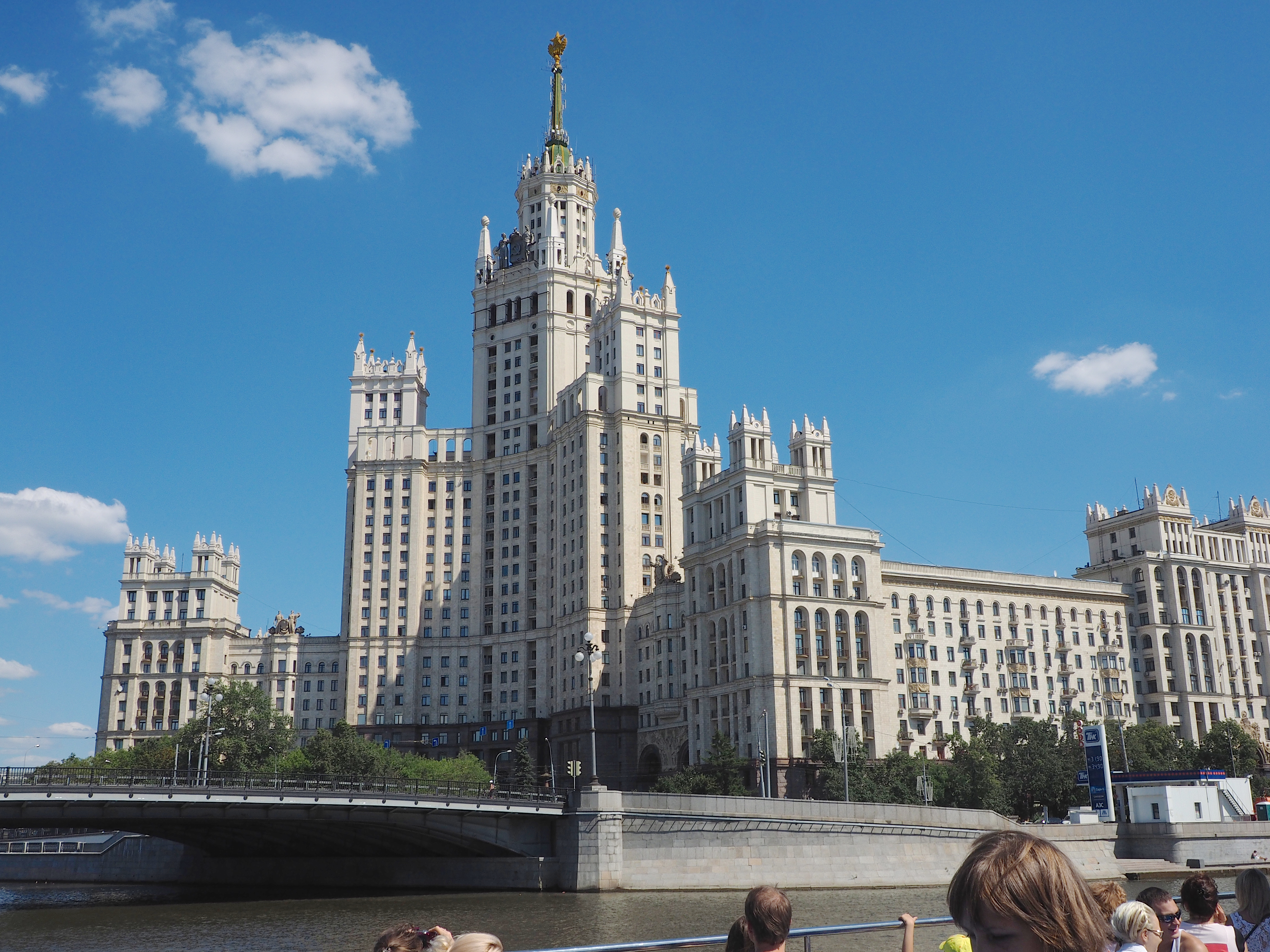
Dům na Kotelničeském nábřeží

Obytný dům (Kotelničeské nábřeží, 1/15) uzavírá pohled od Kremlu k ústí řeky Jauzy. Byl postaven v letech 1938–1940 a 1948–1952 (architekti: Dmitrij N. Čečulin, Andrej K. Rostkovskij, inženýr L. M. Gochman). Objekt má 25 pater. V budově se nachází 700 bytů, obchody, pošta, kino Illusion a rodný byt ruské baletky G. S. Ulanové. Sovětský politik Lavrentij Berija na stavbu osobně dohlížel a prosadil si místo výstavby domu.

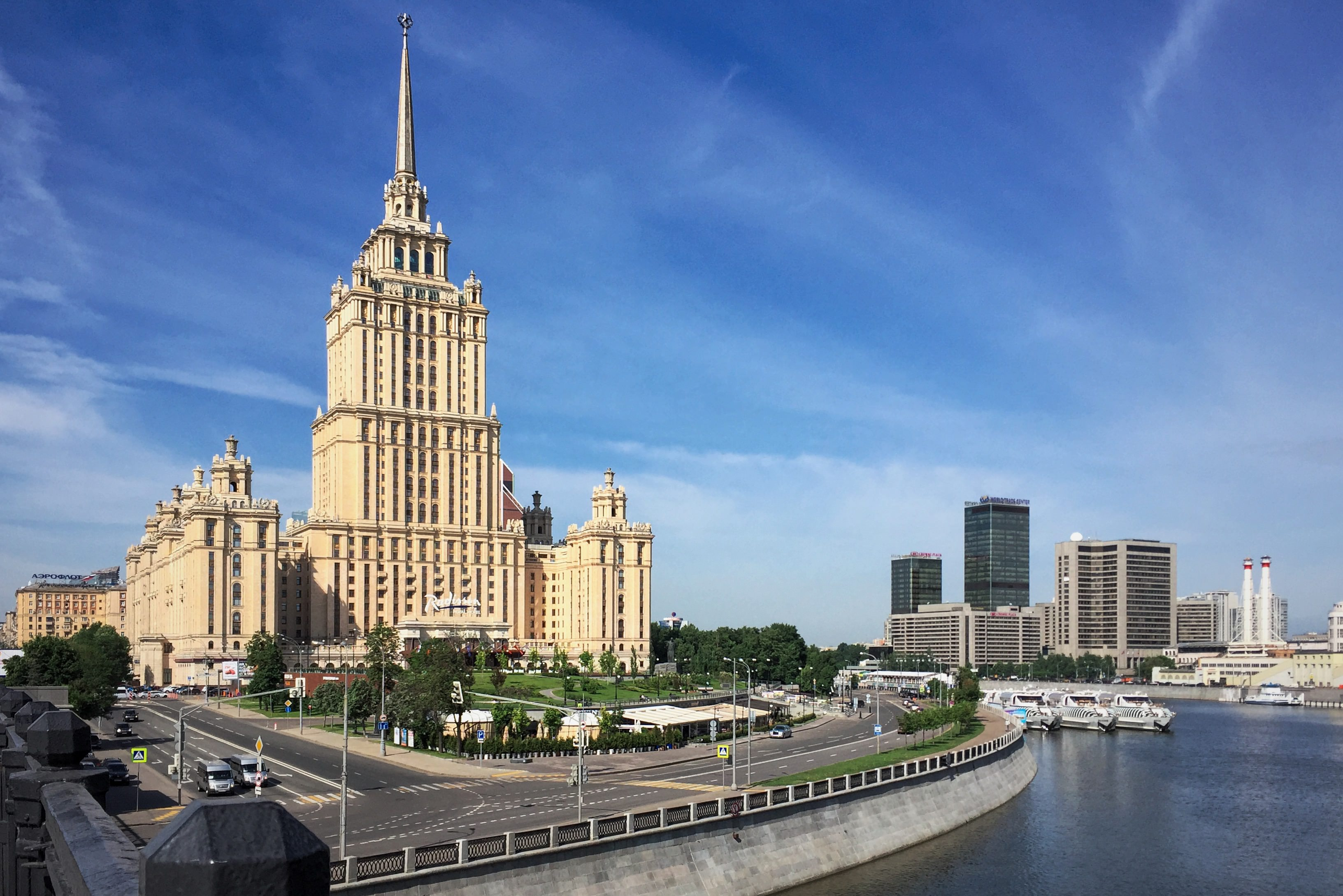
Hotel Ukrajina

### Hotel Ukrajina
Druhá nejvyšší budova ze Stalinových mrakodrapů, Hotel Ukrajina, byla postavena v letech 1953–1957 (architekti Arkadij G. Mordvinov, Vjačeslav K. Oltarževskij, V. G. Kališa, inženýr P. A. Krasilnikov). Je to zároveň poslední ze Stalinových mrakodrapů, který byl vybudován. Objekt má 34 pater. Hotel se tyčí nad Kutuzovským prospektem, což je nová poválečná magistrála v Moskvě. V postranních křídlech budovy se nachází 254 bytů. Po rozsáhlé rekonstrukci byl hotel Ukrajina 28. dubna 2010 přejmenován na Radisson Royal Hotel Moscow.

### Budova Ministerstva zahraničních věcí

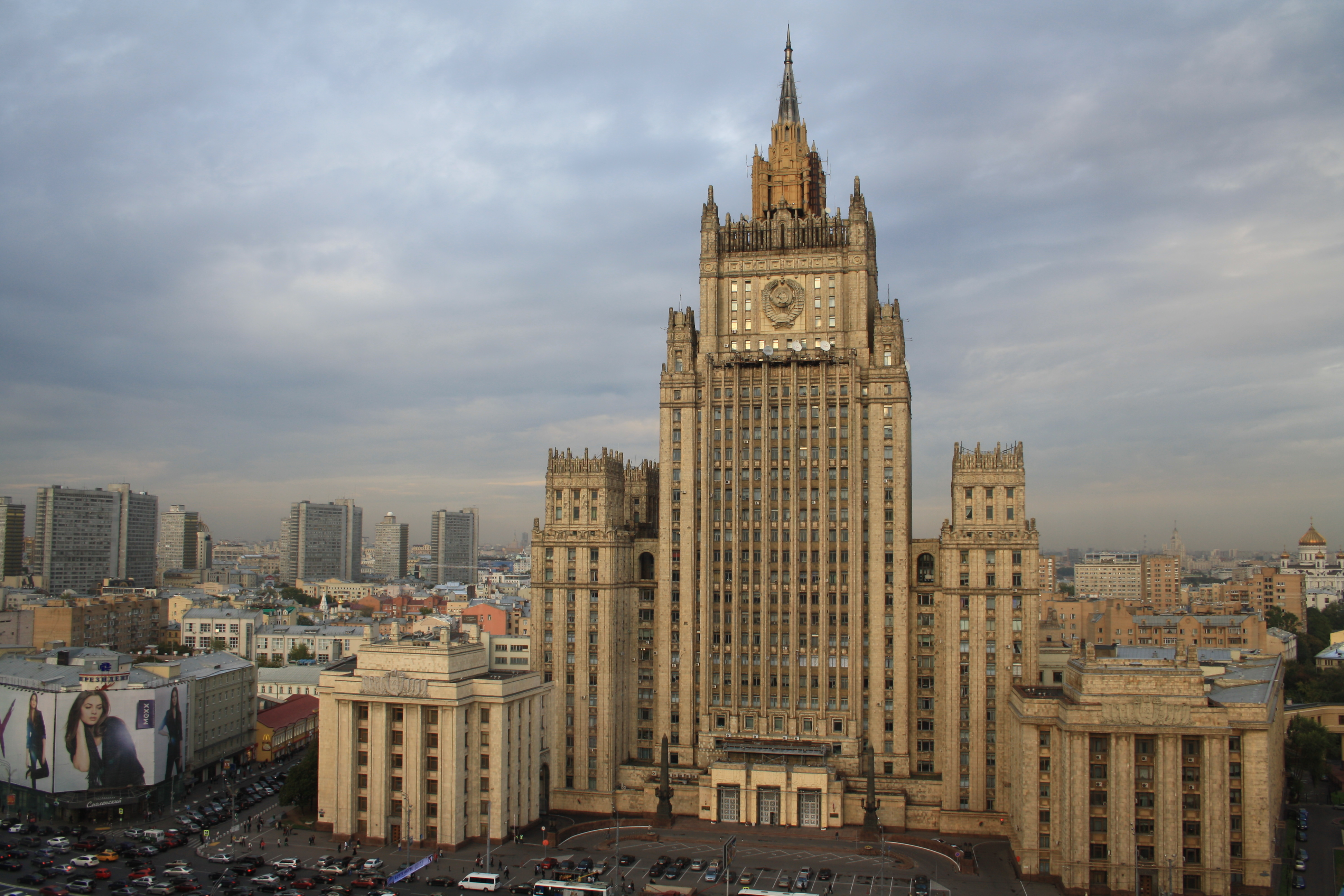
Budova Ministerstva zahraničních věcí

Mrakodrap (Smolenské-Senné náměstí, 32/34) byl postaven v letech 1948–1953 (Architekti: profesor Vladimir G. Gelfrejch, Michail A. Minkus). Objekt má 26 pater a je vysoký 172 m. Budova doplňuje panorama od Borodinského mostu a tvoří dominantu náměstí. Sídlí zde Ministerstvo zahraničních věcí Ruské federace (MZV RF). Charakteristickým rysem tohoto mrakodrapu je velký znak SSSR na fasádě. Znak o velikosti 144 m² je vyhotovený ze železobetonu a je umístěn ve výšce 114 metrů.
Původní projekt byl bez špice, ale později byl upraven. Důvod této změny není jasný, ale koluje legenda, že sám Stalin nařídil, aby byla špice přistavěna. Výpočty ukázaly, že budova kamennou nadstavbu neunese, a proto byla špice postavena z ocelových plechů, které byly natřeny okrovou barvou (bylo tedy opravdu poznat, že barva špice se neshoduje s barvou celé budovy). V současné době je věž přebarvená a prakticky se od barvy budovy neliší. Existuje také legenda o tom, že architekt Minkus napsal po smrti Stalina dopis Chruščovovi, ve kterém ho žádal o svolení špici odstranit. Chruščov na to údajně odpověděl: „Nechť špice zůstane jako památka na Stalinovu hloupost.“ Budova MZV RF je jedinou ze sedmi mrakodrapů bez pěticípé hvězdy. Pravděpodobně to bylo z toho důvodu, že špice budovy byla velmi křehká, a hvězdu by také neunesla.

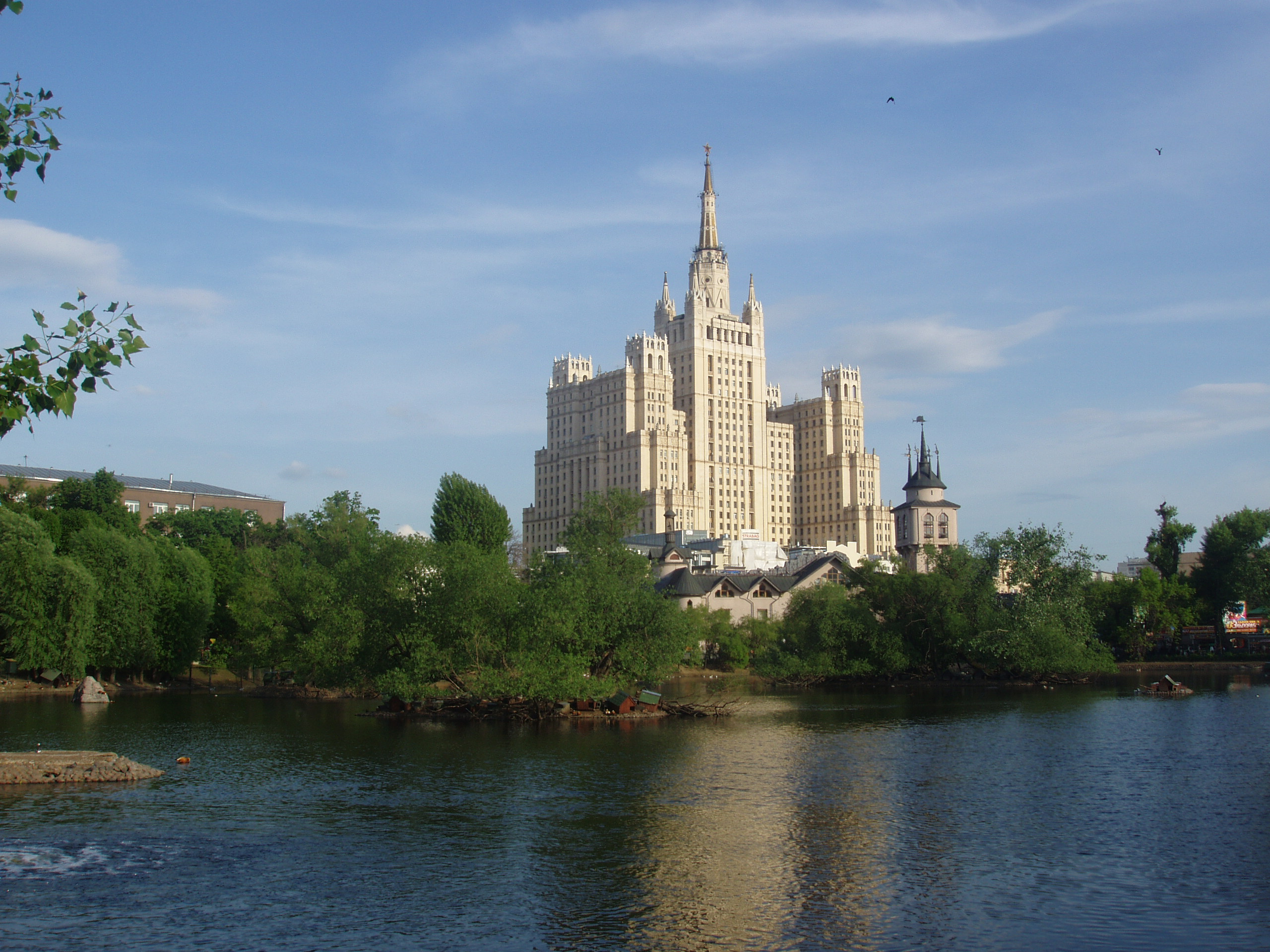
Dům na Kudrinském náměstí

### Dům na Kudrinském náměstí
Dům na Kudrinském náměstí (dříve se mu říkalo Věž na náměstí Povstání, protože Kudrinské náměstí se v období 1925–1992 jmenovalo náměstí Povstání) byl postaven v letech 1948–1954 podle projektu od architektů Michaila V. Posochina, Ašota A. Mndojanca a konstruktéra M. N. Vochomského.
Obytný dům se skládá z hlavní budovy (23 pater, výška s věží a špicí 156 m) a vedlejších budov (18 obytných pater). Ty dohromady tvoří konstrukčně sjednocený masív, který má společný suterén. V budově je více než 450 bytů. Technická patra ve vedlejších budovách byla následně modernizována a přestavěna na obytná patra (jsou přístupné ze schodiště u vchodu nebo se tam lze dostat otevřenými průchody od hlavní věže). Centrální část budovy má tři hlavní vchody (jeden do každé budovy) a velký počet vedlejších vchodů, které se liší svým umístěním. U vedlejších vchodů funguje jeden výtah a je zde málo pater (méně než 11). Na každém patře jsou 1–4 byty.
Hlavní vchody (1., 4. a 14.) jsou vybaveny třemi výtahy. Hlavním výtahem u prvního vchodu (v centrální budově) se lze dostat až do 22. a 23. patra. Ale žádný ze tří výtahů, které jsou u prvního vchodu, se nezastaví v prvním patře. V každém patře se nachází 4–8 bytů a zdobené vstupní haly (zrcadla, luxusní lustry), které se mohou i zamykat. Vstupní haly jsou totiž od schodišť a plochy před výtahem oddělené (každé patro je rozděleno výtahovou zónou na dva vestibuly). Výtah ve věži, který obsluhuje 23.–29. patra, dlouhou dobu nefungoval. Nedávno[kdy?] ho opravil majitel bytu z 24. patra. Prostory ve věži se dnes využívají pro služební účely nebo se pronajímají komerčním objektům, zejména kvůli umístění komunikačních zařízení.
V přízemí a suterénu se původně nacházely obchody a kino Plamja (v současné době není v provozu). Sklepní prostory se přestavěly na podzemní garáže. Část suterénu byla přebudována na kasino, které ale v roce 2004 ukončilo svoji činnost. Nyní se zde nachází bowlingový klub. Sklepy v budově fungují jako systém podzemních staveb, lze je využít jako protiletecké kryty. Tyto prostory se nacházejí hluboko pod nadzemní částí budovy.

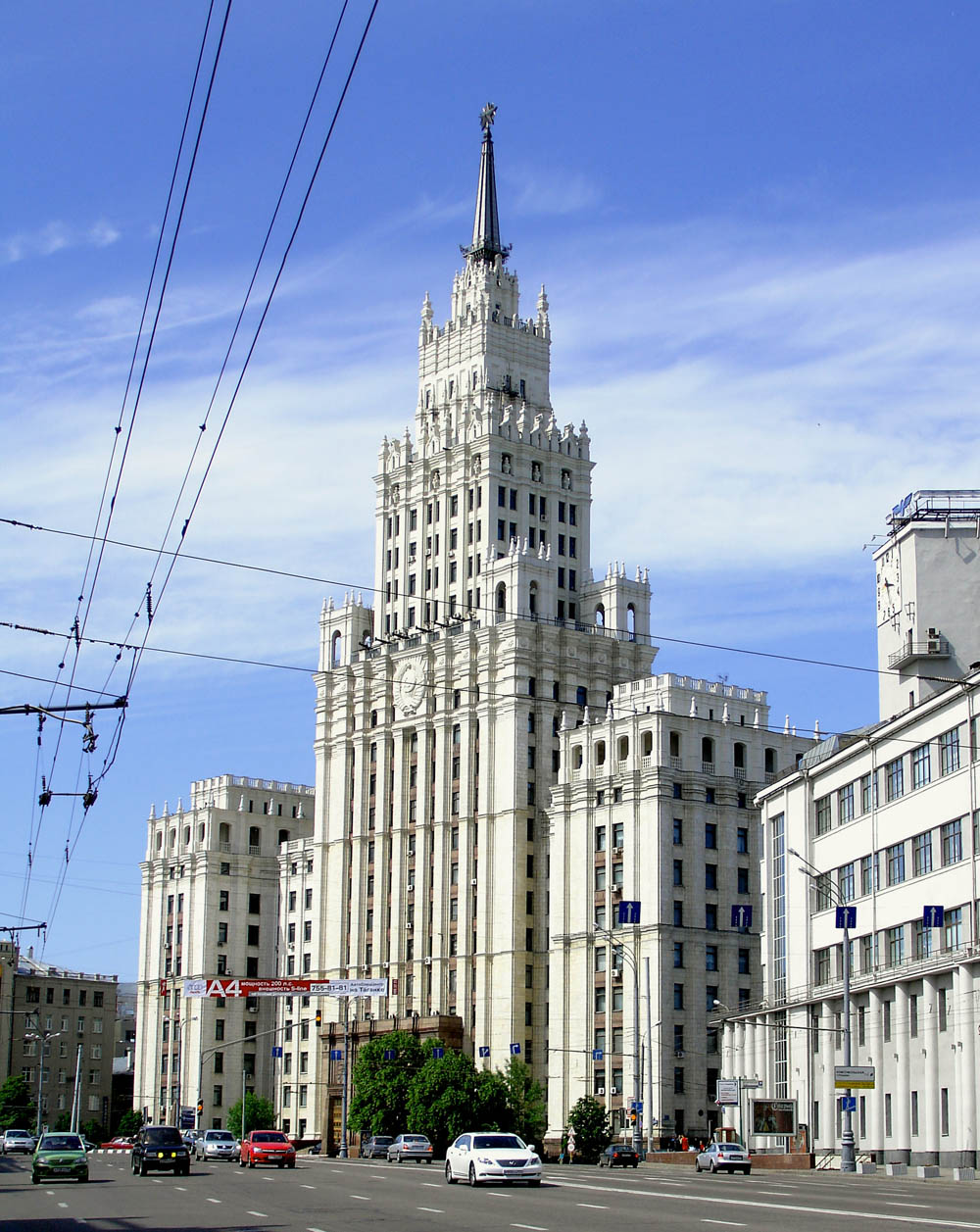
Administrativní a obytná budova vedle stanice metra Krasnyje Vorota

### Administrativní a obytná budova vedle stanice metra Krasnyje Vorota
Architekti: Alexej N. Duškin, Boris S. Mezencev. Mrakodrap byl postaven v letech 1947–1952. Tvoří ho hlavní budova s 24 patry, kterou v sovětském období využívalo Ministerstvo dopravy a výstavby (v současné době společnost Transstroj), a dvě obytné budovy s různým počtem podlaží (od 11 do 15). Ve dvoře domu funguje restaurace, která patří k hlavní budově, a v levém křídle budovy se nachází mateřská školka. V pravém křídle budovy je jeden z vestibulů stanice metra Krasnyje Vorota, který vede na Kalančovskou ul., dále se tu nachází zlatnictví, obchod s potravinami a lékárna. Společný suterén spojuje všechny tři budovy, které nemají žádné nadzemní vchody. Suterén je také propojen s úředními prostory metra a sítí speciálních podzemních staveb.

### Hotel Leningradskaja

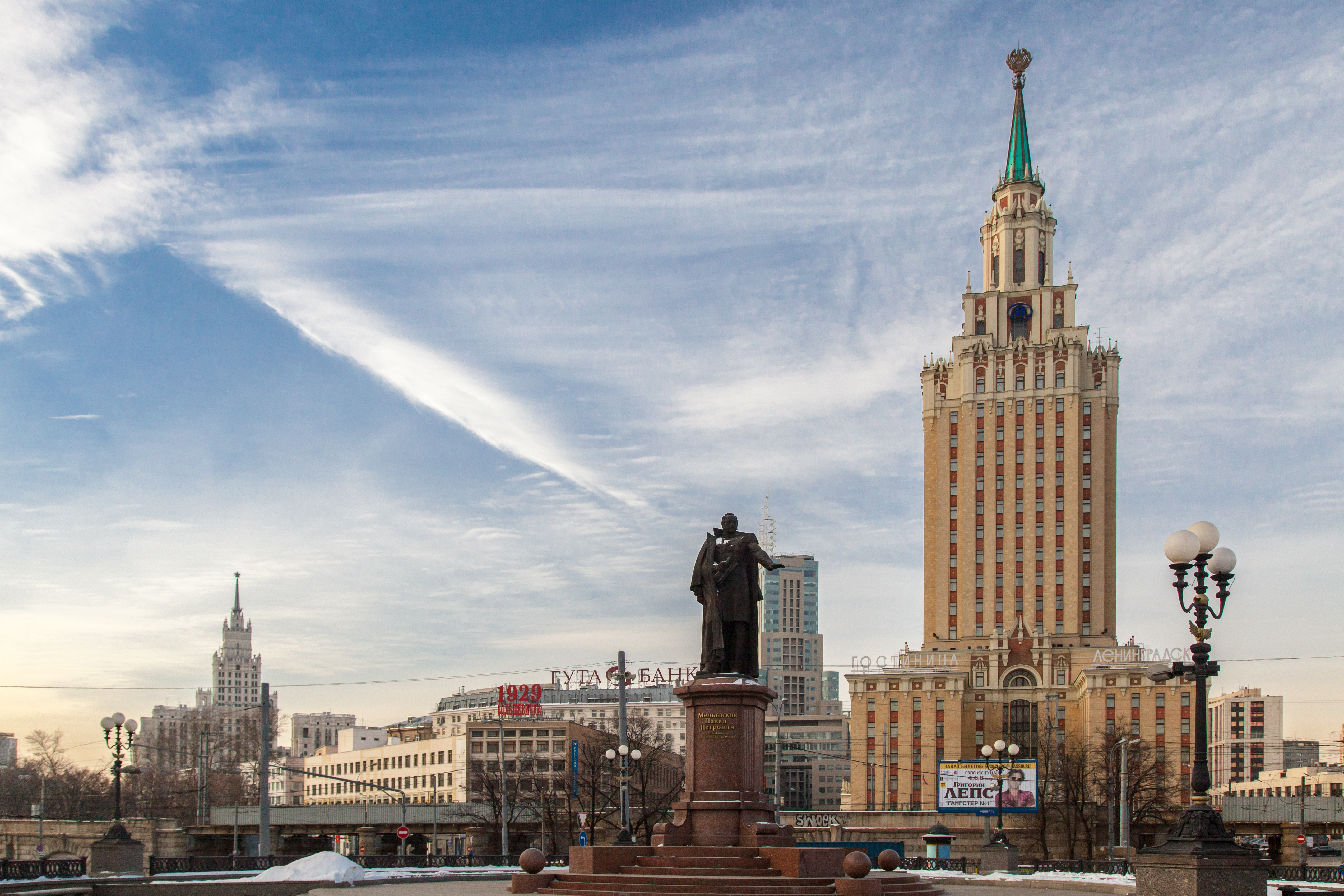
Hotel Leningradskaja

Architekty byli: Leonid M. Poljakov a Alexandr B. Boreckij. Stavbyvedoucí: inženýr J. V. Mjatljuk. Budova byla postavena v letech 1949–1954.
Hotel Leningradskaja je nejnižším ze Stalinových mrakodrapů – má 25 pater a je vysoký 136 metrů. Působivá věž hotelu Leningradskaja se tyčí nad Komsomolským náměstím blízko třech nádražních hal – Leningradského, Jaroslavského a Kazaňského nádraží. Před několika lety byl hotel koupen známou americkou hotelovou sítí Hilton. Posléze byla budova podrobena rozsáhlé rekonstrukci a vznikl luxusní hotel Hilton Moscow Leningradskaya. Obyvatelé Moskvy však hotel ze zvyku nadále nazývají pouze Leningradskaja.